# Анджеевич, Гося
Малгожа́та Анджее́вич (пол. Małgorzata Andrzejewicz, род. 14 января 1984, Бытом, Силезское воеводство, Польша) — популярная польская поп-исполнительница, имя при рождении — Малгожа́та Андже́йчук (пол. Małgorzata Andrzejczuk) в 2007 году певица сменила фамилию, сценический псевдоним — Го́ся Анджее́вич (пол. Gosia Andrzejewicz)

## Биография
Малгожата начала заниматься музыкой с самого детства, регулярно выступала на школьных вечеринках. Объехала всю Польшу, убедительно одержав победу на 30 конкурсах, включая и общенациональные фестивали.
В польском городе Бытоме получила две президентские награды за художественные достижения. После нескольких неудачных попыток работы с местными композиторами Гося начала сама создавать музыку, которая наиболее точно отражала её внутренний мир.
В старших классах певица серьёзно заинтересовалась итальянским языком и, чтобы улучшить свои навыки, отправилась во Флоренцию, где познакомилась с итальянским композитором Гоффредо Орланди. Он предложил Госе сотрудничество, став продюсером и композитором её дебютного альбома Stone. Аудитория оценила альбом Анджеевич: об этом свидетельствовали высокие места в хит-парадах и огромный интерес к её песням, размещенных на польских Интернет-порталах. К примеру, композиция «Słowa» заняла первое место среди исполнителей по количеству запросов: 5000 в день и 125 000 в месяц.
В 2005 году Гося была приглашена группой Ivan & Delfin для участия в конкурсе «Евровидение-2005». Во время песни «Czarna Dziewczyno» она пела на бэк-вокале и исполняла соло на аккордеоне.
По словам самой Госи, начало 2006 года стало весьма успешным для неё: она была отобрана для участия в белорусском национальном отборочном туре конкурса «Евровидение-2006» на с песней «Dangerous Game».
Участвовала в третьей версии польского телешоу «Звёзды на льду».

## Награды
- Złote Dzioby
- Eska Music Awards в категории: «Радио-дебют года»
- Mikrofony Popcornu 2007
- SuperJedynki 2007 в категории «Дебют» и «Певица года»
- Viva Comet 2007 в категории Planet VIVA, или Charts Award
- «Famka 2007» в категории «Певица года»
- Mikrofon Popcornu 2008 в категории «Певица года»

## Дискография

### Альбомы
- Gosia Andrzejewicz (2004)
- Gosia Andrzejewicz Plus (2006)
- Lustro (2006)
- The Best Of Gosia Andrzejewicz (CD + DVD, 2007)
- Zimno? Przytul mnie! (2007)
- Wojowniczka (2009)
- Film (2xCD, 2014)

### Синглы
| Год                                         | Название                                           | Место в чарте | Место в чарте | Место в чарте | Место в чарте | Место в чарте | Место в чарте | Место в чарте | Место в чарте                           | Альбом                         |
| Год                                         | Название                                           | Polska        | Europa        | HitFm         | RmfFm         | Eska          | MTV           | VIVA          | Radio…                                  | Альбом                         |
| ------------------------------------------- | -------------------------------------------------- | ------------- | ------------- | ------------- | ------------- | ------------- | ------------- | ------------- | --------------------------------------- | ------------------------------ |
| 2004                                        | «Miłość»                                           | 4             | -             | -             | -             | -             | -             | -             | -                                       | Gosia Andrzejewicz             |
| 2005                                        | «Dangerous Game»                                   | -             | -             | -             | -             | -             | -             | -             | -                                       |                                |
| 2005                                        | «Pozwól Żyć»                                       | 1             | 11            | 1             | 1             | 1             | 1             | 1             | 34                                      | Gosia Andrzejewicz Plus        |
| 2006                                        | «Słowa»                                            | 1             | 16            | 1             | 1             | 1             | 1             | 1             | 1                                       | Gosia Andrzejewicz Plus        |
| 2006                                        | «Trochę Ciepła»                                    | 1             | 25            | 1             | 1             | 1             | 1             | 1             | 1                                       | Lustro                         |
| 2007                                        | «Lustro»                                           | 7             | 67            | 1             | 11            | 1             | 1             | 3             | 1                                       | Lustro                         |
| 2007                                        | «Latino»                                           | -             | -             | -             | -             | -             | -             | -             | -                                       | Lustro                         |
| 2007                                        | «Siła marzeń»                                      | 14            | 48            | 1             | 2             | 4             | 1             | 1             |                                         | The Best Of Gosia Andrzejewicz |
| 2007                                        | «Magia świąt»                                      |               |               |               |               |               |               |               |                                         | Zimno? Przytul mnie!           |
| 2008                                        | «You Can Dance» (DJ Remo feat. Gosia Andrzejewicz) | -             | -             | -             | -             | -             | -             | -             | -                                       | You Can Dance                  |
| «Wstawaj, szkoda dnia»                      | -                                                  | -             | -             | -             | -             | -             | -             | -             | RMF FM Najlepsza muzyka po polsku Vol.2 |                                |
| «Feelin» (DJ Remo feat. Gosia Andrzejewicz) | -                                                  | -             | -             | -             | -             | -             | -             | -             | You Can Dance                           |                                |